# Peter Udelhoven
Hans Peter Dieter Udelhoven (* 1944) ist ein deutscher Wissenschaftsjournalist und Sachbuchautor.

## Leben
Udelhoven verfasste zahlreiche deutschsprachige Publikationen auf dem Feld der Humanmedizin. Die Schwerpunkte seiner publizistischen Tätigkeit liegen in den Bereichen Patientenaufklärung, Doping im Sport, ärztliche Fortbildung und kritische Aufarbeitung des weitreichenden Lobbyismus der Pharmaindustrie. Auch als Autor eines realistischen Doping-Thrillers (Rage, 1999) ist er in Erscheinung getreten.
Beim Zahnpasta-Doping-Skandal um Dieter Baumann war Udelhoven an der Offenlegung beteiligt. Er dokumentierte die in der Dopingforschung nachgewiesene Möglichkeit der effektiven Substanzaufnahme über die Mundschleimhaut.
Udelhoven war Anfang der siebziger Jahre Gründer und verantwortlicher Verleger des Wissenschaftsverlags in Köln. Auch die Akademie für Medizin in den Medien geht auf seine Initiative zurück. Als freier Publizist fungierte er später als Herausgeber von Patientenratgebern zu den unterschiedlichsten Gesundheitsthemen (Lübbes Ärztlicher Ratgeber, Patienten verstehen Medizin, Patient) Der Große Familien-Ratgeber der Gesundheit aus dem Jahre 1986 wurde unter seiner verantwortlichen wissenschaftlichen Leitung erarbeitet. In den 1990er Jahren war Udelhoven Ressortleiter Wissenschaft der medizinischen Fachblätter Der Kassenarzt, Medical Post und Chefredakteur der Fortbildungsmagazine Therapiewoche und Praxisberater.
Als erfolgreicher Seniorensportler errang Udelhoven zahlreiche Medaillen bei Europa- und Weltmeisterschaften für Seniorensportler.

## Werke

### Autor
Prosa
- Rage. Doping-Thriller, Wolkenstein-Verlag Köln, 1999

Sachbücher
- Älter werden, fit bleiben. Systemed, Lünen 1998, ISBN 3-927372-00-5 (Patienten-Ratgeber).
- Schultergelenkerkrankungen im Sport.  Patienten-Ratgeber
- Unser Leben auf dem Lande. Lübbe-Verlag, Bergisch Gladbach 1979, ISBN 3-404-01154-6 (Erlebnisbericht).
- Biomolekulare Therapie in der Sportmedizin.  Forschungsschrift
- Erfolgreiches Schmerzmanagement für den älteren, multimorbiden Patienten. Deutscher-Kassenarzt-Verlag, Frankfurt/M. 2000, 4 S. (Ärztlicher Ratgeber).
- Ganzheitlich therapieren mit Biomodulatoren. Deutscher Kassenarzt-Verlag, Frankfurt/M. 1994, 8 S. (Ärztlicher Ratgeber).
- Medizinische Katastrophenhilfe.  Ärztliche Fortbildung
- Lebensqualität für den Krebspatienten. Deutscher-Kassenarzt-Verlag, Frankfurt/M. 8 S. (Patienten-Ratgeber).
- Krebspatient (Patienten-Ratgeber), gemeinsam mit Dr. Peter Legal (Heyne-TB-Verlag)

### Herausgeber
- Der große Familien-Ratgeber der Gesundheit. Naumann & Göbel, Köln 1989, ISBN 3-625-10707-4
- Ana Aslan. Sie ist älter als sie aussieht. WiGe Verlag, Köln 1984, ISBN 3-89140-001-2 (Biographie).
- Mama, Oma hat gesagt. Tips und Ratschläge aus der guten alten Zeit. Lübbe-Verlag, Bergisch Gladbach 1980, ISBN 3-404-66025-0 (Rezeptbuch).